# テレビ野球ゲーム
テレビ野球ゲーム（TV-Baseball）は、エポック社が1978年に発売した家庭向けテレビゲーム。

## 概要
エポック社が発売した、国内初の野球ゲーム専用のテレビゲーム機。NECが開発したマイコンを使用、野球盤をそのままテレビゲームにしたようなゲーム内容になっている。2人プレイ専用でコンピュータ対戦はできない。発売当時の本体価格は18,500円、その後12,000円に値下げされた。ACアダプタは別売1,400円だったが、実際には同梱されセット価格で販売されていた。

### 遊び方
守備側が本体上のコントローラを、攻撃側がパッドを使用する。守備側はパドルで外野手の位置を調整して、コース選択レバーで投球コースを決め、投球ボタンで投球する。攻撃側は、投球されたボールに合わせてバットを振るか見送る。
バッターがボールを打った場合、打ったボールを内野手または外野手がキャッチすると、バッターがアウトになる。バッターがボールを打った後にパドルで外野手を動かすことで、一応ダイビングキャッチも可能である。野手がボールを取れずに外野を抜けると、抜けたコースによってヒットからホームランになり、その分だけバッター及びランナーが進塁する。基本的にランナーがアウトになる事はないが、一塁にランナーがいてショートがボールを取った場合はゲッツーになる。3アウトでチェンジになったら、守備側と攻撃側でコントローラーを入れ替える。9回が終わるとゲーム終了である。

## ハードウェア

### 画面構成
緑地の画面に斜線でファウルラインが引かれ、その内側に各ベースと "大" の字の形をした野手と投手が表示される。バッタースボックスの位置には、バットを表す棒が表示され、バットを振ると棒が一回転する。この他にピッチャーが投球する毎に、三塁側ファウルゾーンにイニング数と得点、一塁側ファウルゾーンにボールカウントが表示される。チームカラーは先攻が赤、後攻が青である。

### コントローラ
本体側
- プレイボールボタン

本体の電源を入れた後、ゲームを開始するのに押す。プレイ中に押すと1回表からのリセットになる。
- コース選択レバー（スライドスイッチ）

ピッチャーが投球するコースを選択（設定）する。内角（ボール）、やや内角（ストライク）、直球（ストライク）、やや外角（ストライク）、外角（ボール）の5種類。
- 投球ボタン

ピッチャーが投球するのに押す。スピードボールとスローボールの2種類。
- 外野移動パドル

外野手の守備位置を左右に移動させる。レフト・センター・ライトが揃って左右に移動するので守備間隔は固定となる。
パッド側
- バッティングボタン

バッターがバットを振るのに押す。

## その他
ホームランコースは、センターど真ん中、もしくは一塁側ファウルラインぎりぎりである。よってセンターをピッチャーの真後ろに配置させれば、センター方向へのホームランは防ぐことが出来る。

## 移植作品
ベースボール（カセットビジョン）
カセットの中にテレビ野球ゲームのLSIをそのまま入れた物。
ニューベースボール（カセットビジョン）
ベースボールの改良版。コンピュータ対戦、ウォッチモード、バント、エラーなど様々な要素を追加。